# Ричардсон, Кит
Кит Бивэн Ричардсон (англ. Keith Bevan Richardson, 2 апреля 1942, Ноттингем — 10 апреля 2017) — английский шахматист, гроссмейстер ИКЧФ (1975).

## Биография
Банковский служащий. Работал в лондонском отделении банка "Barclays".
Был женат. Имел двух сыновей.
Участник нескольких чемпионатов Великобритании.
Чемпион графства Ноттингемшир 1959 и 1960 гг. Чемпион графства Дарем 1963 г.
Серебряный призёр юниорского чемпионата Европы 1962 г.
В составе сборной Англии участник командных чемпионатов мира среди студентов 1963 и 1964 гг., командных чемпионатов мира и Европы среди ветеранов.
В составе клубов "Guildford A&DC" и "BCM Dragons" много лет выступал в 1-м дивизионе Лиги четырёх наций.
Добился значительных успехов в заочных шахматах.
Бронзовый призёр 7-го (1972—1976 гг.) и 10-го (1978—1984 гг.) чемпионатов мира по переписке. Также участвовал в 12-м чемпионате мира.
В составе сборной Великобритании бронзовый призёр 8-й заочной олимпиады (1977—1982 гг.; выступал на 1-й доске).
В 2015 г. был награждён почётной медалью Британской шахматной федерации.
В апреле 2017 г. участвовал в турнире в Каннах, но после 3-го тура вышел из соревнования в связи с ухудшением самочувствия. Вскоре после возвращения в Англию скончался.

## Основные спортивные результаты
| Год                       | Город                                                                               | Соревнование                                                                        | + | − | = | Результат | Место         |
| ------------------------- | ----------------------------------------------------------------------------------- | ----------------------------------------------------------------------------------- | - | - | - | --------- | ------------- |
| 1962                      | Гронинген                                                                           | Юниорский чемпионат Европы                                                          |   |   |   |           | 2             |
| 1963                      | Будва                                                                               | Командный чемпионат мира среди студентов (сборная Англии, ?-я доска)                |   |   |   |           |               |
| 1964                      | Краков                                                                              | Командный чемпионат мира среди студентов (сборная Англии, ?-я доска)                | 5 | 3 | 1 | 5½ из 9   |               |
| 1968                      | Бристоль                                                                            | Чемпионат Великобритании                                                            | 4 | 2 | 5 | 6½ из 11  | 7—11          |
| 1985                      | Эдинбург                                                                            | Чемпионат Великобритании                                                            | 3 | 6 | 2 | 4 из 11   | 60—70         |
| 1998                      | Гаусдал                                                                             | Мемориал А. Эйкрема                                                                 | 4 | 3 | 2 | 5 из 9    | 10—18         |
| 2003                      | Дрезден                                                                             | Командный чемпионат Европы среди ветеранов (сборная Англии, ?-я доска)              | 1 | 3 | 3 | 2½ из 7   |               |
| 2004                      | Дрезден                                                                             | Командный чемпионат Европы среди ветеранов (сборная Англии, ?-я доска)              | 4 | 2 | 1 | 4½ из 7   |               |
|                           | Порт-Ирин                                                                           | Командный чемпионат мира среди ветеранов (сборная Англии, ?-я доска)                | 5 | 2 | 1 | 6 из 8    |               |
| 2005                      | Дрезден                                                                             | Командный чемпионат Европы среди ветеранов (сборная Англии, ?-я доска)              | 1 | 2 | 5 | 3½ из 8   |               |
| 2006                      | Дрезден                                                                             | Командный чемпионат Европы среди ветеранов (сборная Англии, ?-я доска)              | 4 | 1 | 3 | 5½ из 8   |               |
| СОРЕВНОВАНИЯ ПО ПЕРЕПИСКЕ |                                                                                     |                                                                                     |   |   |   |           |               |
| 1972—1976                 | 7-й чемпионат мира                                                                  | 7-й чемпионат мира                                                                  |   |   |   | 11 из 16  | 3—4           |
| 1977—1982                 | 8-й командный чемпионат мира (заочная олимпиада; сборная Великобритании, 1-я доска) | 8-й командный чемпионат мира (заочная олимпиада; сборная Великобритании, 1-я доска) |   |   |   |           | Команда — 3-я |
| 1978—1984                 | 10-й чемпионат мира                                                                 | 10-й чемпионат мира                                                                 |   |   |   | 10 из 15  | 3             |
| 1984—1991                 | 12-й чемпионат мира                                                                 | 12-й чемпионат мира                                                                 |   |   |   | 3 из 14   | 15            |

## Изменения рейтинга
| Графики недоступны из-за технических проблем. См. информацию на Фабрикаторе и на mediawiki.org. |